# Jiangyang
Jiangyang léase Chiáng-Yang (en chino simplificado, 江阳区; pinyin, Jiāngyáng qū) es un distrito urbano bajo la administración directa de la ciudad-prefectura de Luzhou. Se ubica en la provincia de Sichuan, centro-sur de la República Popular China. Su área es de 649 km² y su población total para 2010 fue más de 500 000 habitantes.

## Administración
El distrito de Jiangyang  se divide en 18 pueblos que se administran en 8 subdistritos, 7 poblados y 3 villas.